# Mustafa Ben Jaafar

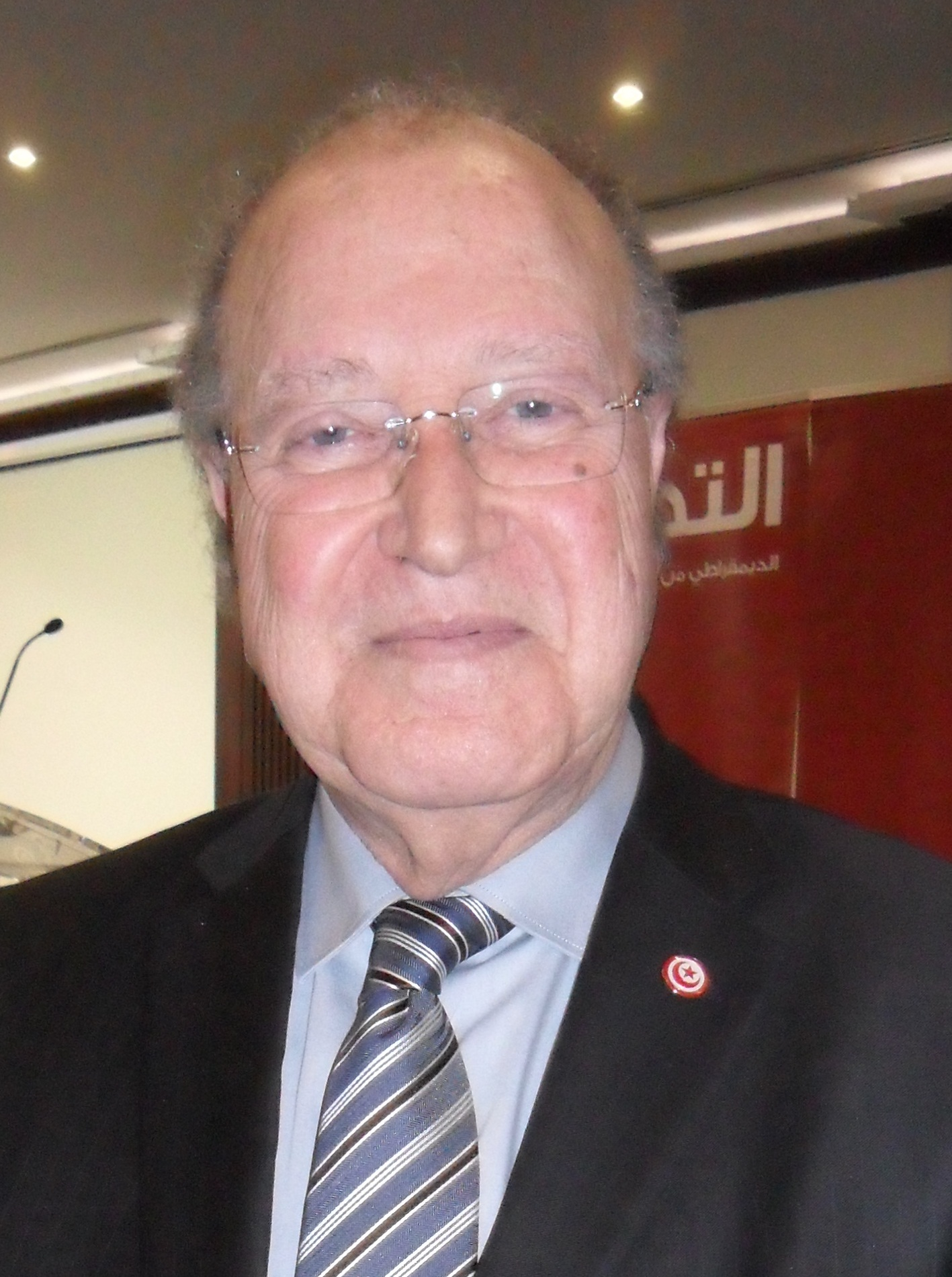
Mustafa Ben Jaafar

Mustafa Ben Jaafar (arabisch مصطفى بن جعفر Mustafa b. Dschafar, DMG Muṣṭafā b. Ǧaʿfar; * 8. Dezember 1940 in Tunis) ist ein tunesischer Politiker. Er ist Gründer und Generalsekretär des sozialdemokratischen Demokratischen Forums für Arbeit und Freiheit („Ettakatol“ oder FDTL). Vom 22. November 2011 bis zum 2. Dezember 2014 war er Präsident der nach der Wahl 2011 gebildeten Verfassunggebenden Versammlung und gilt als „Vater“ der im Januar 2014 verabschiedeten neuen tunesischen Verfassung.
Ben Jaafar besuchte von 1950 bis 1956 das Collège Sadiki, das in bilingualem Unterricht die zukünftige Elite des Landes gemäß den Werten der Aufklärung und Moderne ausbildete. Danach studierte er Radiologie in Frankreich.
Im Jahr 1978 trat er der Bewegung Sozialistischer Demokraten (MDS) bei, deren Generalsekretär er 1992 wurde. Zwei Jahre später gründete er das FDTL. 2009 bewarb er sich bei der Präsidentschaftswahl in Tunesien 2009, von der er aber ausgeschlossen wurde.
Während der Revolution 2010/2011 wurde er am 17. Januar 2011 durch Mohamed Ghannouchi zum Gesundheitsminister in der Übergangsregierung Tunesiens ernannt, aus der er am 27. Januar aus Protest gegen die Dominanz der ehemaligen Regierungspartei Konstitutionelle Demokratische Sammlung (RCD) zurücktrat und durch Habiba Zéhi ersetzt wurde.

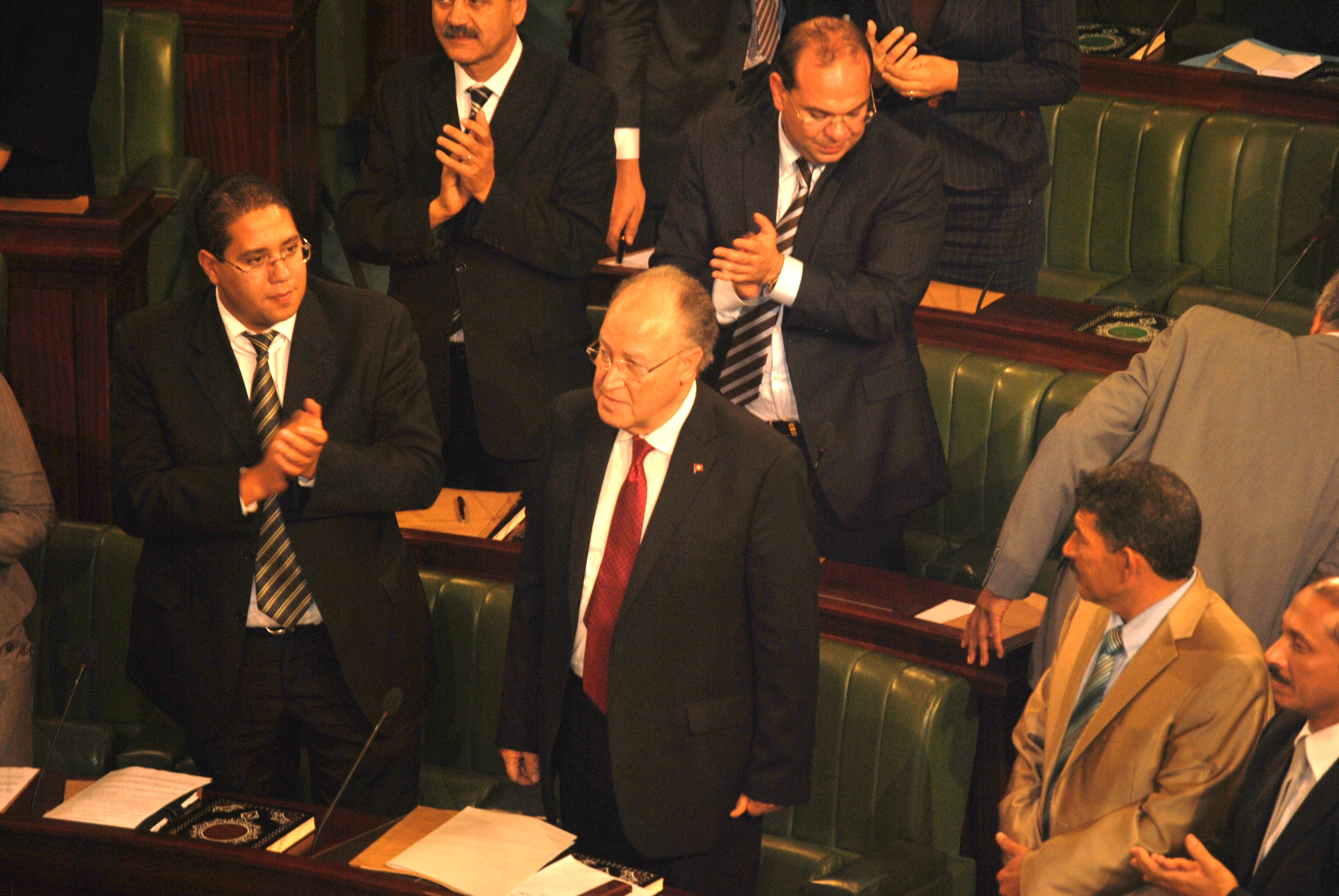
Ben Jafaar nach der Wahl zum Vorsitzenden der Verfassungsgebenden Versammlung im November 2011

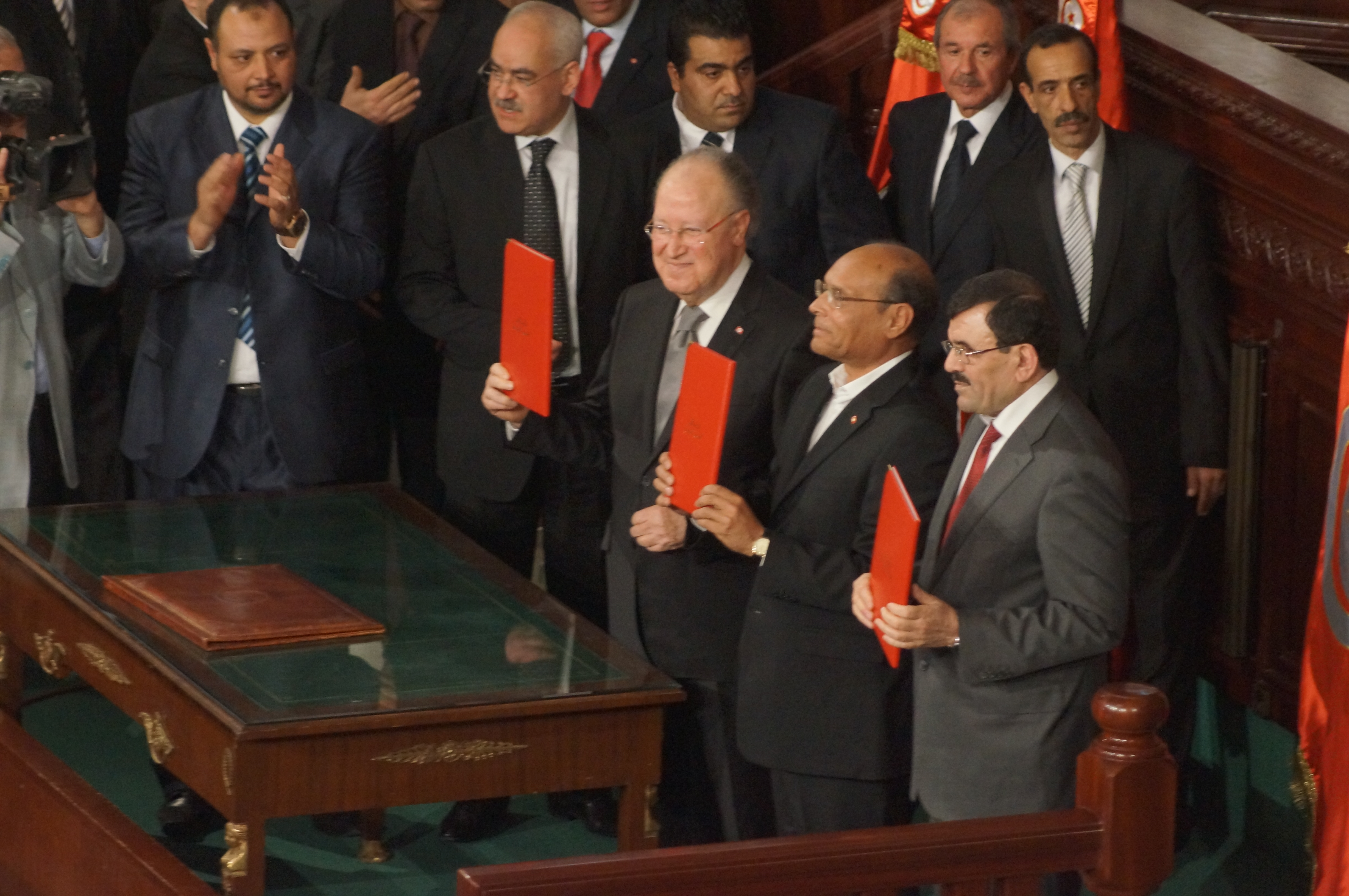
Ben Jafaar mit Präsident Moncef Marzouki und Premier Ali Larajedh bei der Unterzeichnung der Verfassung im Januar 2014

Nach der Wahl zur Verfassungsgebenden Versammlung Tunesiens 2011 wurde er bei ihrer ersten Sitzung am 22. November zum Vorsitzenden gewählt. Er war ein wichtiger Akteur bei der Erarbeitung der postrevolutionären und demokratischen Verfassung Tunesiens.
Ihm gelang es nicht, aus seiner prominenten Position politisches Kapital zu gewinnen. Seine Partei wurde als Teil der „Troika“-Regierung unter der Führung der islamischen Ennahda-Bewegung in der Verfassunggebenden Versammlung (2011 bis zum Rücktritt Ende 2013) zwischen den polarisierten Fronten aufgerieben; zehn von 20 Abgeordneten verließen die Partei vor der Parlamentswahl am 26. Oktober 2014. Bei der Wahl erhielt seine Partei keinen Abgeordnetensitz mehr und schied somit nach dem Ende der Verfassunggebenden Versammlung am 2. Dezember 2014 mit der Konstituierung des neuen tunesischen Parlaments aus dem parlamentarischen Prozess aus.
Ben Jaafar kandidierte bei der Präsidentschaftswahl in Tunesien 2014, erreichte in der ersten Runde am 23. November 2014 aber nur 0,67 Prozent (21.989 Stimmen) und den zehnten Platz von 27 Bewerbern. Im Wahlkampf hatte er dem familiär vernetzten Favoriten und Gewinner el Sebsi den Vorwurf gemacht, er strebe den Hegemonialismus einer Einparteienregierung an („taghawel“).